# Jagodnik
Jagodnik [pronunciación en polaco: /jaˈɡɔdnik/] es un pueblo ubicado en el distrito administrativo de Gmina Cmolas, dentro del Distrito de Kolbuszowa, Voivodato de Subcarpacia, en el sur de Polonia oriental. Se encuentra aproximadamente a 5 kilómetros al noroeste de Cmolas, a 9 kilómetros al noroeste de Kolbuszowa, y a 39 kilómetros al noroeste de la capital regional Rzeszów.